# Jaskier skąpopręcikowy
Jaskier skąpopręcikowy, włosienicznik skąpopręcikowy (Ranunculus trichophyllus Chaix ex Vill.) – gatunek rośliny z rodziny jaskrowatych. Występuje w Europie, Azji, północnej Afryce i Ameryce Północnej. W Polsce rośnie w rozproszeniu na obszarze całego kraju. Jest rośliną wodną, w Polsce objętą ochroną.

## Morfologia
ŁodygaDorasta do 1 m długości.
LiścieWszystkie liście są podwodne z ogonkiem długości 2,5–4 cm, sztywne, owalne w zarysie, pocięte nitkowato, o odcinkach wszechstronnie skierowanych, po wyjęciu z wody nieskupiające się pędzlowato. Przylistki zrośnięte z ogonkami co najmniej do ⅔ swej długości.
KwiatyWyrastają pojedynczo na szypułkach dorastających w okresie owocowania do 5 cm długości. Kielich o 5 nietrwałych działkach długości 2,5–3 mm. Płatki korony szerokojajowate. Pręcików 10–20, dłuższych od słupków. Miodnik w postaci jajowatego dołka. Dno kwiatowe pokryte szczecinkami. Słupki liczne, owłosione.
OwocNiełupki długości około 1,5 mm, pokryte na grzbiecie licznymi szczecinkami.

## Biologia i ekologia
Roślina jednoroczna lub bylina, hydrofit. Kwitnie od maja do sierpnia lub września. 
Rośnie w wodach stojących oraz w wolno płynących wodach mniejszych rzek. Gatunek charakterystyczny związku Ranunculion fluitantis oraz zespołu Ranunculetum fluitantis.

## Systematyka i zmienność
Gatunek klasyfikowany w nowszych ujęciach systematycznych do rodzaju jaskier Ranunculus z nazwą naukową Ranunculus trichophyllus Chaix ex Vill. W starszym ujęciu, dla którego utrwaliła się nazwa polska włosienicznik skąpopręcikowy, zaliczany był do rodzaju włosienicznik Batrachium z nazwą naukową Batrachium trichophyllum (Chaix) Bosch.
Włosienicznik skąpopręcikowy tworzy mieszańce z innymi gatunkami zaliczanymi z rodzaju jaskier i podrodzaju włosienicznik.

## Zagrożenia i ochrona
Od 2014 roku roślina jest objęta w Polsce częściową ochroną gatunkową. W latach 2004–2014 gatunek podlegał ochronie ścisłej. Źródłem zagrożenia może być zanieczyszczenie wód. Umieszczony na polskiej czerwonej liście w kategorii NT (bliski zagrożenia).